# 3-إيثيل البنتان
3-إيثيل البنتان هو مركب عضوي من الهيدروكربونات صيغته الكيميائية C7H16 وهو أحد مصاواغات الهبتان.

## التحضير
يمكن تحضير المركب مخبرياً من تفاعل كاشف غرينيار بروميد إيثيل المغنسيوم مع 3-بنتانون وفق المخطط التالي:

## الخواص
يوجد المركب في الشروط القياسية على شكل سائل عديم اللون قابل للاشتعال.